# Louis Delaunoij
Louis Albert Armand Etienne Delaunoij (ur. 3 marca 1879 w Amsterdamie, zm. 29 października 1947 w Bussum) – holenderski szermierz; brązowy medalista igrzysk olimpijskich.
Na igrzyskach olimpijskich w Antwerpii w 1920 roku razem z Adrianusem de Jongiem, Jetze Doormanem, Janem van der Wielem, Willemem van Blijenburghem, Salomonem Zeldenrustem i Henrim Wijnoldym-Daniëlsem zajął trzecie miejsce w szabli drużynowej. Wystąpił także w szpadzie indywidualnej, jednak odpadł w pierwszej rundzie. Znalazł się też w kadrze Holandii na igrzyskach olimpijskich w Paryżu w 1924 roku. Został zgłoszony do startu w szpadzie drużynowej, jednak ostatecznie nie wystąpił.
Nie zdobył medalu mistrzostw świata.